# Aeronca L-3
El Aeronca L-3 fue un avión monomotor de observación, reconocimiento y enlace muy utilizado por el Cuerpo Aéreo del Ejército de los Estados Unidos durante la Segunda Guerra Mundial. No contaba con armamento defensivo.

## Diseño y desarrollo
Adaptado desde los modelos de preguerra Tandem Trainer y Chief de Aeronca, el L-3 fue designado inicialmente como O-58 en el momento en que se ordenó su desarrollo por el Cuerpo Aéreo, un prefijo de designación que se retiró en abril de 1942. El avión fue sometido a pruebas de vuelo y de servicio en el verano de 1941 en Luisiana y Texas. El Cuerpo Aéreo del Ejército de los Estados Unidos ordenó cuatro ejemplares del Aeronca 65 TC Defender, designados YO-58 que, tras probar su idoneidad para realizar tareas de observación y enlace, produjo grandes órdenes de producción.
Cuando las fuerzas estadounidenses entraron en combate después del Ataque de Pearl Harbor, la Fuerza Aérea del Ejército utilizó el L-3 de la misma manera que se utilizaron globos de observación durante la Primera Guerra Mundial (la detección de actividades enemigas y para dirigir el fuego de artillería). También se utilizó para realizar funciones de enlace y de transporte de corto alcance que requerían de aparatos que aterrizaran y despegaran en distancias cortas, desde pistas de aterrizaje no preparadas. Los pilotos de enlace entrenarían en el L-3 antes de pasar a los aviones de primera línea como el Piper L-4 Grasshooper o el Stinson L-5 Sentinel. Algunos L-3 fueron enviados a la Campaña en África del Norte y posteriormente entregados a las fuerzas de la Francia Libre. Al menos uno de los aviones sirvió con las fuerzas estadounidenses en Italia.
El TG-5 fue un planeador de entrenamiento triplaza de 1942, basado en el diseño del O-58. El avión retenía el fuselaje trasero, las alas y la cola del O-58, mientras que se añadía un nuevo fuselaje delantero en lugar del motor. En total, Aeronca construyó 250 planeadores TG-5 para el Ejército. La Armada de los Estados Unidos recibió tres unidades designadas LNR-1.
Treinta Aeronca L-3B fueron solicitados por Chile, para ser entregados a las filiales provinciales del Club Aéreo de Chile. Las aeronaves fueron solicitadas a través del Programa de Préstamo y Arriendo de Estados Unidos (Lend-Lease Program), arribando su totalidad por vía marítima en 1943. En la actualidad, cuatro de estas aeronaves sobreviven, una de ellas en el Museo Nacional Aeronáutico y del Espacio de Chile.

## Variantes
O-58/L-3
Orden de producción de 50 unidades, la mayoría usadas para entrenamiento en los Estados Unidos.
O-58A/L-3A
Fuselaje ensanchado cuatro pulgadas y cubierta de invernadero ampliada. 20 construidos.
O-58B/L-3B
Cubierta modificada y equipo adicional de radio. 875 construidos.
O-58C/L-3C
Como el O-58B/L-3B, con el equipo de radio desinstalado para usarlo como entrenador. 490 construidos.
L-3D
Aeronca 65TF Defender. 11 aviones requisados.
L-3E
Aeronca 65TC Defender. 12 aviones requisados, motor Continental.
L-3F
Aeronca 65CA Defender. 19 aviones requisados.
L-3G
Aeronca 65L Super Chief con asientos lado a lado. 4 aviones requisados, motor Lycoming.
L-3H
Aeronca 65TL Defender. 1 avión requisado, motor Lycoming.
L-3J
Aeronca 65TC Defender. 1 avión requisado adicional, motor Continental.
JR-1
Tres L-3C suministrados a la Armada de los Estados Unidos.
TG-5
Planeadores de entrenamiento para el USAAC, 250 construidos.
TG-33
TG-5 convertido con piloto en posición prono.
LNR-1
Tres TG-5 suministrados a la Armada de los Estados Unidos.

## Operadores
Brasil
- Fuerza Aérea Brasileña: L-3C.

 Estados Unidos
- Armada de los Estados Unidos
- Fuerzas Aéreas del Ejército de los Estados Unidos

 Venezuela
- Aviación Militar: recibió tres L-3B.[7]

## Especificaciones
Referencia datos: Jane's Fighting Aircraft of World War II.

### Características generales
- Tripulación: Dos (pilotos)
- Capacidad: Un pasajero (observador)
- Longitud: 6,7 m (21,9 ft)
- Envergadura: 10,7 m (35 ft)
- Altura: 2,7 m (9 ft)
- Superficie alar: 15,6 m² (167,9 ft²)
- Peso vacío: 379 kg (835,3 lb)
- Peso cargado: 572 kg (1260,7 lb)
- Planta motriz: 1× motor bóxer de cuatro cilindros refrigerado por líquido Continental O-170-3 o un Continental O-65-8.
  - Potencia: 48 kW (66 HP; 65 CV)
- Hélices: Bipala de madera

### Rendimiento
- Velocidad máxima operativa (Vno): 139 km/h (86 MPH; 75 kt)
- Velocidad crucero (Vc): 126 km/h (78 MPH; 68 kt)
- Velocidad de entrada en pérdida (Vs): 73 km/h (45 MPH; 39 kt)
- Alcance: 350 km (189 nmi; 217 mi)
- Techo de vuelo: 3050 m (10 007 ft)
- Régimen de ascenso: 2,1 m/s (404 ft/min)
- Carga alar: 36,1 kg/m² (7,4 lb/ft²)
- Potencia/peso: 85 W/kg (0,051 hp/lb)

## Aeronaves relacionadas

### Desarrollos relacionados
- Aeronca 50 Chief

### Artículos similares
- Taylorcraft L-2
- Piper L-4

### Secuencias de designación
- Secuencia O-_ (Aviones de Observación del USAAC, 1924-1942):  ←O-55 - O-56 - O-57 - O-58 - O-59 - O-60 - O-61 →
- Secuencia L-_ (Aviones de Enlace de las USAAF/USAF, 1942-1962): L-1 - L-2 - L-3 - L-4 - L-5 - L-6 →
- Secuencia TG-_ (Planeadores de Entrenamiento de las USAAF, 1941-1947): ← TG-2 - TG-3 - TG-4 - TG-5 - TG-6 - TG-7 - TG-8 -- TG-30 - TG-31 - TG-32 - TG-33
- Secuencia LN_R (Planeadores de Entrenamiento de la Armada estadounidense, 1941-1945 (Aeronca, 1942-1946)): LNR